# 楊翠喜案
楊翠喜案，發生於光緒三十二年（1906年），朝廷預備改東北為行省制，派農工商部尚書載振、巡警部尚書徐世昌等出關考察。載、徐路過天津，由袁世凱黨人、天津巡警总办段芝貴伺候。一次載振在天津大觀園戲園看戲，見天津女伶楊翠喜，驚艷之。段芝貴遂以10萬大洋將楊翠喜買下，並獻給載振。

## 背景
光緒三十三年（1907年）朝廷改革東北官制，奉天、吉林、黑龍江三省設巡撫，分別由唐紹儀、朱家寶、段芝貴擔任。3月，汪康年的《京報》載文披露此事，轟動京城。是年5月7日，瞿鸿禨门生、御史趙啟霖彈劾段芝貴以歌妓獻於載振，遂得署黑龍江巡撫。
慈禧太后詔命孫家鼐徹查。載振緊急將楊翠喜辭退，孫家鼐復命查無實據。16日，趙啟霖反因“奏劾不實”被革職查辦，一時輿論嘩然。清廷不得不撤段芝貴職位，載振亦請辭謝罪。6月17日，翰林院侍讀學士惲毓鼎在奕劻的授意下，參奏協辦大學士、外務部尚書、軍機大臣瞿鸿禨暗通《京報》報館，懷私挾詐，結果瞿鸿禨被革職回籍，《京報》也被勒令停刊。